# Thủy ngân(I) chloride
Thủy ngân(I) chloride là một hợp chất hóa học có thành phần chính gồm hai nguyên tố thủy ngân và clo, với công thức hóa học được quy định là Hg2Cl2. Ngoài ra, hợp chất này còn được gọi với cái tên khác là khoáng chất calomel (đây là một khoáng chất quý hiếm) hoặc thủy ngân mercurous. Hợp chất này tồn tại dưới dạng chất rắn màu trắng hoặc vàng-trắng, không mùi, là ví dụ chính của hợp chất thủy ngân(I). Nó là một thành phần của các điện cực làm mốc trong điện hóa.

## Các hợp chất thủy ngân(I) halide
Thủy ngân(I) bromide, Hg2Br2, có màu vàng nhạt, trong khi thủy ngân(I) iodide, Hg2I2, có màu xanh lục. Cả hai đều kém hòa tan. Thủy ngân(I) fluoride Hg2F2 không ổn định khi không tồn tại trong dung dịch axit mạnh.

## Tính chất hóa học
Thủy ngân(I) chloride phân hủy thành thủy ngân(II) chloride và thủy ngân kim loại khi tiếp xúc với tia UV:
Hg2Cl2 → HgCl2 + Hg
Sự hình thành Hg kim loại có thể được sử dụng để tính toán số lượng photon trong chùm ánh sáng, bằng các kỹ thuật đo đạc.
Amonia khiến Hg2Cl2 tự oxy hóa khử:
Hg2Cl2 + 2NH3 → Hg + HgNH2Cl + NH4Cl

## Điều chế
Cách đơn giản nhất để điều chế thủy ngân(I) chloride là phản ứng trực tiếp giữa thủy ngân(II) chloride và thủy ngân kim loại:
Hg + HgCl2 → Hg2Cl2
Cách khác, chất này có thể được điều chế thông qua phản ứng trao đổi của thủy ngân(I) nitrat và các nguồn chloride khác nhau bao gồm NaCl hoặc HCl:
2HCl + Hg2(NO3)2 →  Hg2Cl2 + 2HNO3
Bằng cách sử dụng phản ứng nhẹ với sự hiện diện của thủy ngân(II) chloride và amoni oxalat, thủy ngân(I) chloride, amoni chloride và carbon dioxide được tạo ra:
2HgCl2 + (NH4)2C2O4 + Ánh sáng → Hg2Cl2(rắn) + 2[NH4+][Cl−] + 2CO2
Phản ứng này được phát hiện bởi J.M. Eder (do đó có tên là phản ứng Eder) vào năm 1880 và được nghiên cứu lại bởi W. E. Rosevaere vào năm 1929.

## Cân nhắc an toàn
Thủy ngân(I) chloride là một chất độc, mặc dù do độ hòa tan thấp trong nước, nó thường ít nguy hiểm hơn so với các hợp chất thủy ngân chloride khác. Hợp chất này cũng được sử dụng trong y học như thuốc lợi tiểu và thuốc tẩy (thuốc nhuận tràng) ở Hoa Kỳ từ cuối những năm 1700 cho đến những năm 1860. Calomel cũng là một thành phần phổ biến trong bột mướp ở Anh cho đến năm 1954, gây ra ngộ độc thủy ngân phổ biến ở dạng bệnh hồng (viêm da thần kinh), vào thời đó tỷ lệ tử vong là 1 trên 10.  Những vấn đề phải sử dụng thuốc này sau đó đã ngưng lại khi độc tính của hợp chất được phát hiện.